# Association facultaire
 (janvier 2013).
Si vous disposez d'ouvrages ou d'articles de référence ou si vous connaissez des sites web de qualité traitant du thème abordé ici, merci de compléter l'article en donnant les références utiles à sa vérifiabilité et en les liant à la section « Notes et références ».
Une association facultaire, bureau des étudiants (ou des élèves), Fachschaft dans le monde germanique est une association étudiante regroupant les élèves d’une ou plusieurs facultés au sein d’une université ou haute école.
Elle s’occupe en principe d'organiser les activités extra-scolaires telles que des soirées étudiantes, l'accueil des nouveaux élèves, et diverses activités allant des rencontres sportives aux événements culturels, en passant par la gestion des éventuelles cafétérias ou coopératives étudiantes. Elle représente souvent ses membres au sein des diverses institutions facultaires et universitaires.

## En Belgique
On[style à revoir] distingue le Conseil Étudiant (CE), qui est un organe représentatif des étudiants auprès du corps professoral et administratif de l'université ou de tout autre établissement d'enseignement supérieur, des cercles d'étudiants, qui s'occupent plus particulièrement de l'aspect guindaillesque de l'animation estudiantine, du baptême et d'autres activités festives.
Dans les universités, généralement chaque faculté a son BDE, pour l'aspect représentation auprès de la faculté, et son cercle, tandis que l'université à son CE global (AGL, BEA, AGE, FEDE...).

## En France
Les BDE sont présents dans les universités et dans les écoles et fonctionnent par filières ou pour tout un établissement. Leur rôle est particulièrement important, en effet, c'est le BDE qui organise toute la vie festive de l'école comme les soirées, les grands repas ou qui est un point de rencontre entre les différentes associations de l'école. L'association est en général élue tous les ans par les étudiants de l'école ainsi que par les étudiants étrangers en échange dans certaines écoles. Cette élection s'effectue à la suite d'une campagne qui se déroule sur une ou plusieurs semaines voyant s'affronter plusieurs listes. Cette campagne voit la plupart du temps se dérouler des événements exceptionnels en termes de soirées ou d'animation de campus.
Les BDE s'affirment de manière globale apolitiques. Cependant, ils n'ont pas tous la même lecture du concept. Une partie considère qu'être apolitique implique le fait de ne pas participer aux élections universitaires puisqu'il s'agit, une fois élu, de prendre des décisions politiques, tandis que d'autre participent ou prennent parti, intègrent des listes revendiquant ce positionnement d'apolitisme.
L’université ou l’école concernée fournit parfois l'essentiel du budget de fonctionnement. De nombreux BDE complètent leur budget à l'aide d'autofinancement (soirées, vente de gadgets à l’effigie de l'établissement ou du BDE...). Certains choisissent de recourir aux sponsors ou à des partenaires commerciaux, tandis que d'autres s'y refusent pour des questions éthiques.

## Au Royaume-Uni
Les Student Union sont des structures plus importantes et plus politisées qu'en France. Elles comprennent souvent des salariés à plein temps pour gérer leurs activités qui peuvent inclure la gestion de pubs et restaurants étudiants, la publication de quotidiens ou d'hebdomadaires, l'organisation de soirées (jusqu'à une par soir dans les plus grandes universités).